# Río Muni

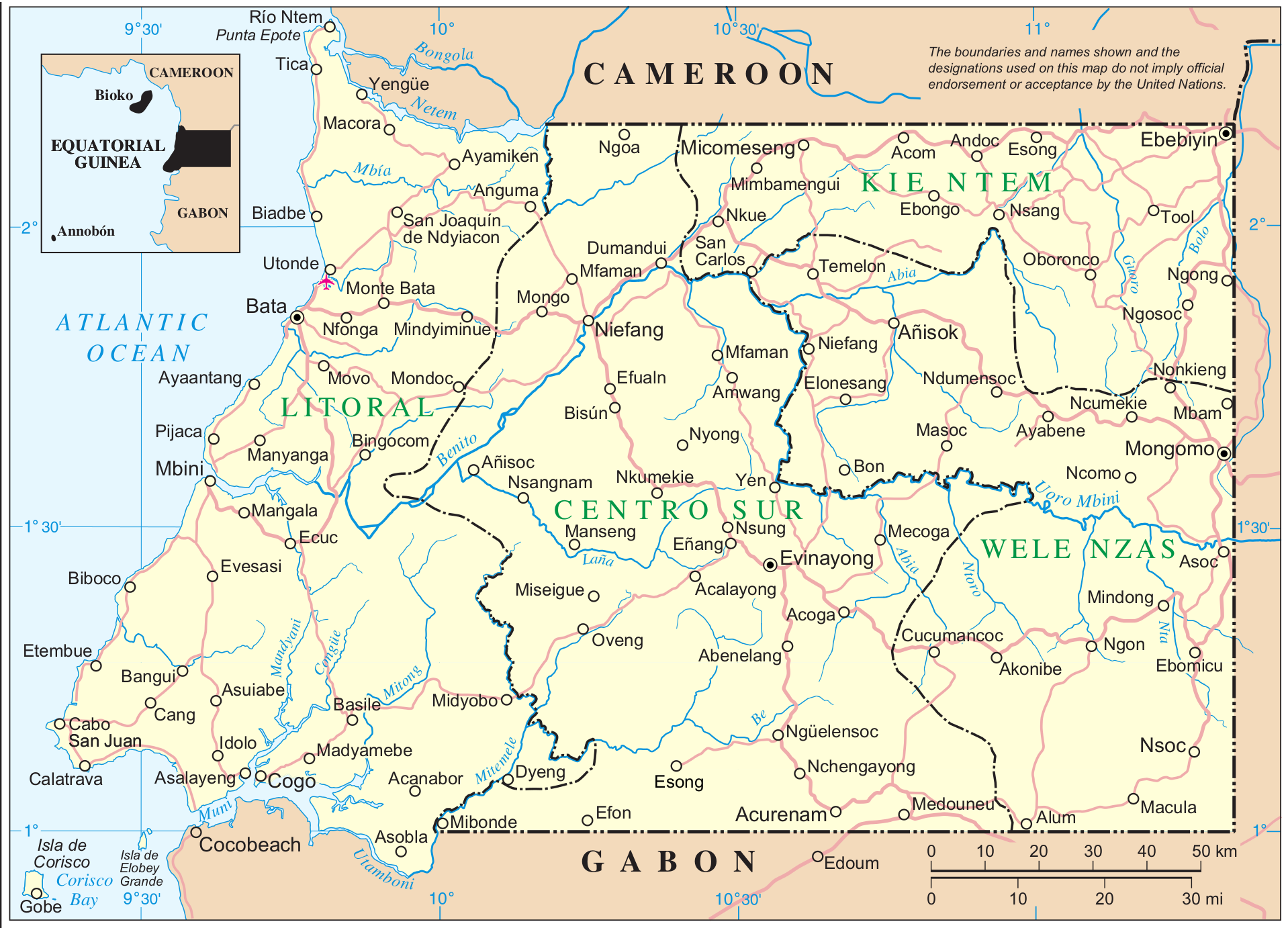
Río Muni

Río Muni (kallad Mbini på Fang) är Fastlandsregionen i Ekvatorialguinea, och består av fastlandet, och täcker en yta på 26,017 km². Namnet kommer av Munifloden.

### Fotnoter
1. ↑  ”Río Muni”. Nationalencyklopedin. https://www.ne.se/uppslagsverk/encyklopedi/l%C3%A5ng/rio-muni. Läst 22 november 2017.